# Stadio municipale di Banja Luka
(in serbo-croato Gradski stadion Banja Luka, in bosniaco Gradski stadion Banja Luka) è uno stadio polivalente situato a Banja Luka, in Bosnia ed Erzegovina. Attualmente è utilizzato soprattutto per le partite di calcio ed è lo stadio di casa dell'FK Borca Banja Luka, che gioca nella Premier League della Bosnia-Erzegovina.

## Storia
Lo stadio è stato costruito per soddisfare le esigenze del club FK Borac Banja Luka e per ospitare eventi sportivi di rilievo nella regione. Nel corso degli anni ha subito vari interventi di ristrutturazione e ampliamento, con l’obiettivo di migliorare le strutture per gli spettatori e per gli atleti.
Nel 2012 è stata costruita una nuova tribuna con 2.492 posti a sedere, portando la capienza totale dello stadio a 9.730 posti. Oggi lo stadio soddisfa i requisiti UEFA in materia di sicurezza e comfort degli spettatori e dispone di una sezione separata per i tifosi ospiti. Nel corso della storia
Negli ultimi anni sono stati annunciati piani per l'ammodernamento dell'impianto, inclusi nuovi posti a sedere, impianti di illuminazione migliorati e strutture per la stampa e i media.

## Eventi
Oltre alle partite di campionato e coppa del FK Borac, lo stadio ha ospitato anche alcune partite internazionali, tornei giovanili, eventi culturali e concerti. È considerato uno degli stadi più importanti della regione.

## Galleria d'immagini

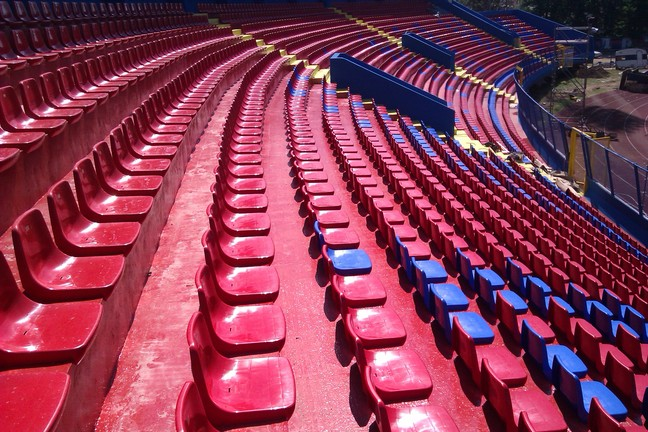
Curva lato nord
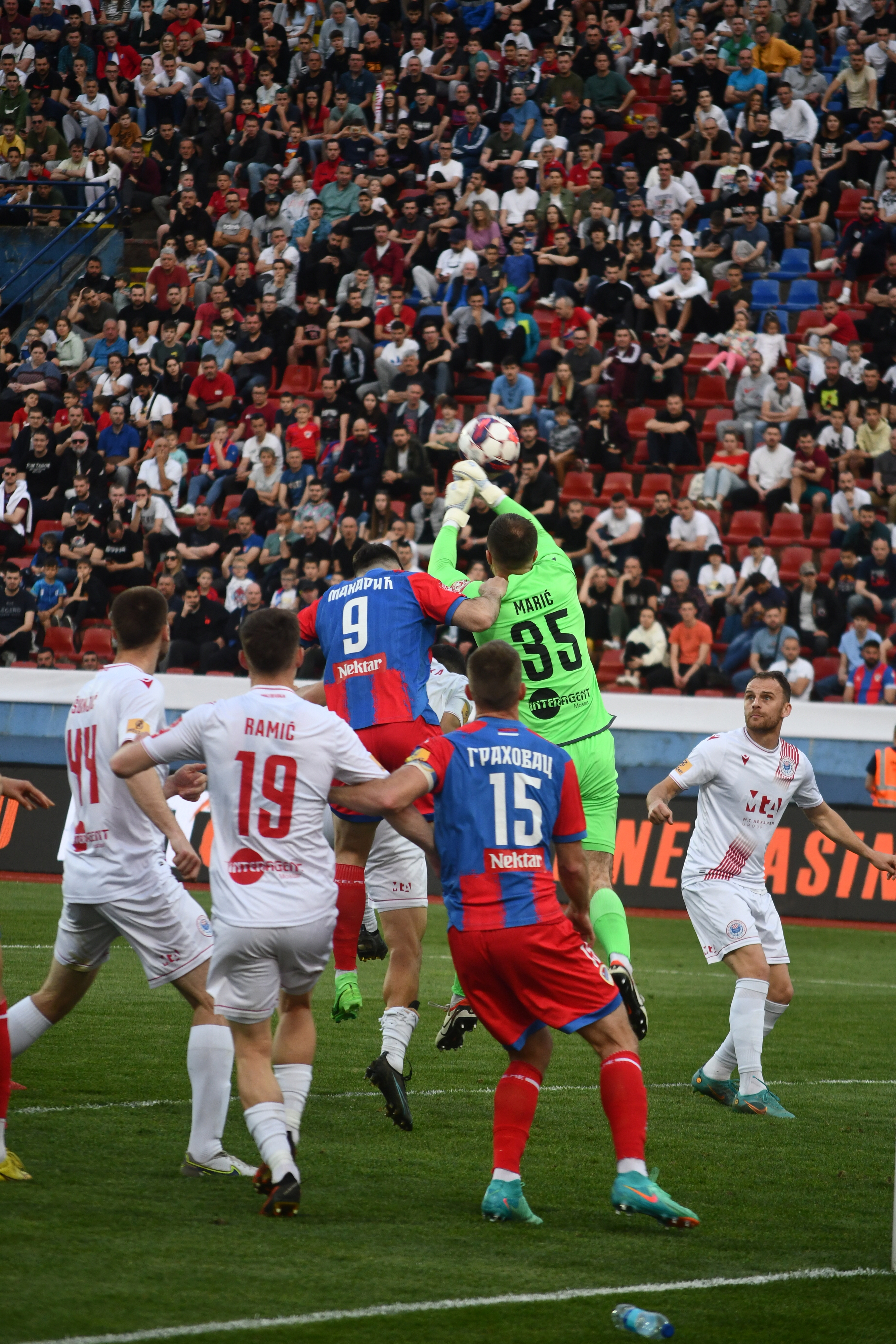
Partita tra il Borac e il Zrinjski Mostar